# Chirothecia uncata
Chirothecia uncata là một loài nhện trong họ Salticidae.
Loài này thuộc chi Chirothecia. Chirothecia uncata được Ilka Maria Fernandes Soares & Hélio Ferraz de Almeida Camargo miêu tả năm 1948.